# Excepcionalismo humano
El excepcionalismo humano hace referencia a una creencia que los seres humanos tienen un estatus especial en la naturaleza, basado en sus capacidades únicas. Esta creencia es la fundación de varios conceptos naturalistas de los derechos humanos.
Los proponentes religiosos del excepcionalismo humano basan la creencia en los libros sagrados, como el verso 1:26 en Génesis:

Y dijo Dios: Hagamos al hombre a nuestra imagen, conforme a nuestra semejanza; y ejerza dominio sobre los peces del mar, sobre las aves del cielo, sobre los ganados, sobre toda la tierra, y sobre todo reptil que se arrastra sobre la tierra.

Algunos proponentes seculares del excepcionalismo humano señalan la evidencia de evolución rápida no usual del cerebro y la emergenia de aptitudes "excepcionales". Como un comentarista expone, "Durante el curso de la historia humana, hemos tenido éxito en cultivar nuestras facultades, formar nuestro desarrollo e impresionar al mundo más amplio en una manera deliberada, bastante distinto de los procesos evolucionarios.
Los críticos discuten que el excepcionalismo humano ha contribuido al antropocentrismo, el especismo y el bioconservatismo a expensas del medio ambiente, los derechos de los animales y los derechos individuales.